# (2805) Kalle
(2805) Kalle es un asteroide perteneciente al cinturón de asteroides, descubierto el 15 de octubre de 1941 por Liisi Oterma desde el Observatorio de Iso-Heikkilä, en Turku, Finlandia.

## Designación y nombre
Designado provisionalmente como 1941 UM. Fue nombrado Kalle en honor al hermano del astrónomo Yrjö Väisälä.